# Grand Prix automobile du Canada 1992
GP précédent GP suivant
Le Grand Prix automobile du Canada 1992 (Grand Prix Molson du Canada), disputé sur le circuit Gilles-Villeneuve de Montréal le 14 juin 1992, est la 523e épreuve de l'histoire du championnat du monde de Formule 1 courue depuis 1950 et la septième manche du championnat 1992.

## Classement
| Pos. | No | Pilote               | Écurie               | Tours | Temps/Abandon                      | Grille | Points |
| ---- | -- | -------------------- | -------------------- | ----- | ---------------------------------- | ------ | ------ |
| 1    | 2  | Gerhard Berger       | McLaren-Honda        | 69    | 1 h 37 min 08 s 299 (188,805 km/h) | 4      | 10     |
| 2    | 19 | Michael Schumacher   | Benetton-Ford        | 69    | + 12 s 401                         | 5      | 6      |
| 3    | 27 | Jean Alesi           | Ferrari              | 69    | + 1 min 07 s 327                   | 8      | 4      |
| 4    | 16 | Karl Wendlinger      | March-Ilmor          | 68    | + 1 tour                           | 12     | 3      |
| 5    | 4  | Andrea De Cesaris    | Tyrrell-Ilmor        | 68    | + 1 tour                           | 14     | 2      |
| 6    | 26 | Érik Comas           | Ligier-Renault       | 68    | + 1 tour                           | 22     | 1      |
| 7    | 9  | Michele Alboreto     | Footwork-Mugen-Honda | 68    | + 1 tour                           | 16     |        |
| 8    | 22 | Pierluigi Martini    | BMS Dallara-Ferrari  | 68    | + 1 tour                           | 15     |        |
| 9    | 21 | Jyrki Järvilehto     | BMS Dallara-Ferrari  | 68    | + 1 tour                           | 23     |        |
| 10   | 25 | Thierry Boutsen      | Ligier-Renault       | 67    | + 2 tours                          | 21     |        |
| 11   | 24 | Gianni Morbidelli    | Minardi-Lamborghini  | 67    | + 2 tours                          | 13     |        |
| 12   | 3  | Olivier Grouillard   | Tyrrell-Ilmor        | 67    | + 2 tours                          | 26     |        |
| 13   | 23 | Christian Fittipaldi | Minardi-Lamborghini  | 65    | Boîte de vitesses                  | 25     |        |
| 14   | 17 | Paul Belmondo        | March-Ilmor          | 64    | + 5 tours                          | 20     |        |
| Abd. | 30 | Ukyo Katayama        | Venturi-Lamborghini  | 61    | Moteur                             | 11     |        |
| Abd. | 20 | Martin Brundle       | Benetton-Ford        | 45    | Transmission                       | 7      |        |
| Abd. | 6  | Riccardo Patrese     | Williams-Renault     | 43    | Boîte de vitesses                  | 2      |        |
| Abd. | 1  | Ayrton Senna         | McLaren-Honda        | 37    | Panne électrique                   | 1      |        |
| Abd. | 32 | Stefano Modena       | Jordan-Yamaha        | 36    | Transmission                       | 17     |        |
| Abd. | 11 | Mika Häkkinen        | Lotus-Ford           | 35    | Boîte de vitesses                  | 10     |        |
| Abd. | 12 | Johnny Herbert       | Lotus-Ford           | 34    | Embrayage                          | 6      |        |
| Abd. | 28 | Ivan Capelli         | Ferrari              | 18    | Accident                           | 9      |        |
| Abd. | 5  | Nigel Mansell        | Williams-Renault     | 14    | Accident                           | 3      |        |
| Abd. | 33 | Mauricio Gugelmin    | Jordan-Yamaha        | 14    | Transmission                       | 24     |        |
| Dsq. | 29 | Bertrand Gachot      | Venturi-Lamborghini  | 14    | Disqualifié                        | 19     |        |
| Abd. | 15 | Gabriele Tarquini    | Fondmetal-Ford       | 0     | Boîte de vitesses                  | 18     |        |
| Nq.  | 10 | Aguri Suzuki         | Footwork-Mugen-Honda |       | Non qualifié                       |        |        |
| Nq.  | 7  | Eric van de Poele    | Brabham-Judd         |       | Non qualifié                       |        |        |
| Nq.  | 14 | Andrea Chiesa        | Fondmetal-Ford       |       | Non qualifié                       |        |        |
| Nq.  | 8  | Damon Hill           | Brabham-Judd         |       | Non qualifié                       |        |        |
| Npq. | 34 | Roberto Moreno       | Andrea Moda-Judd     |       | Non préqualifié                    |        |        |
| Npq. | 35 | Perry McCarthy       | Andrea Moda-Judd     |       | Non préqualifié                    |        |        |

## Pole position et record du tour
- Pole position : Ayrton Senna en 1 min 19 s 775 (vitesse moyenne : 199,912 km/h).
- Meilleur tour en course : Gerhard Berger en 1 min 22 s 325 au 61e tour (vitesse moyenne : 193,720 km/h).

## Tours en tête
- Ayrton Senna : 37 (1-37)
- Gerhard Berger : 32 (38-69)

## Statistiques
- 7e victoire pour Gerhard Berger.
- 96e victoire pour McLaren en tant que constructeur.
- 68e victoire pour Honda en tant que motoriste.
- Bertrand Gachot a été disqualifié pour avoir bénéficié d'une aide extérieure.